# Antigo mosteiro de Shuamta
O antigo mosteiro de Shuamta (em georgiano:  ძველი შუამთა) é um mosteiro ortodoxo georgiano na região da Caquécia. Ele está localizado em uma montanha, cerca de 1015 m acima do nível do mar, a 5 km a oeste da cidade de Telavi.

## História

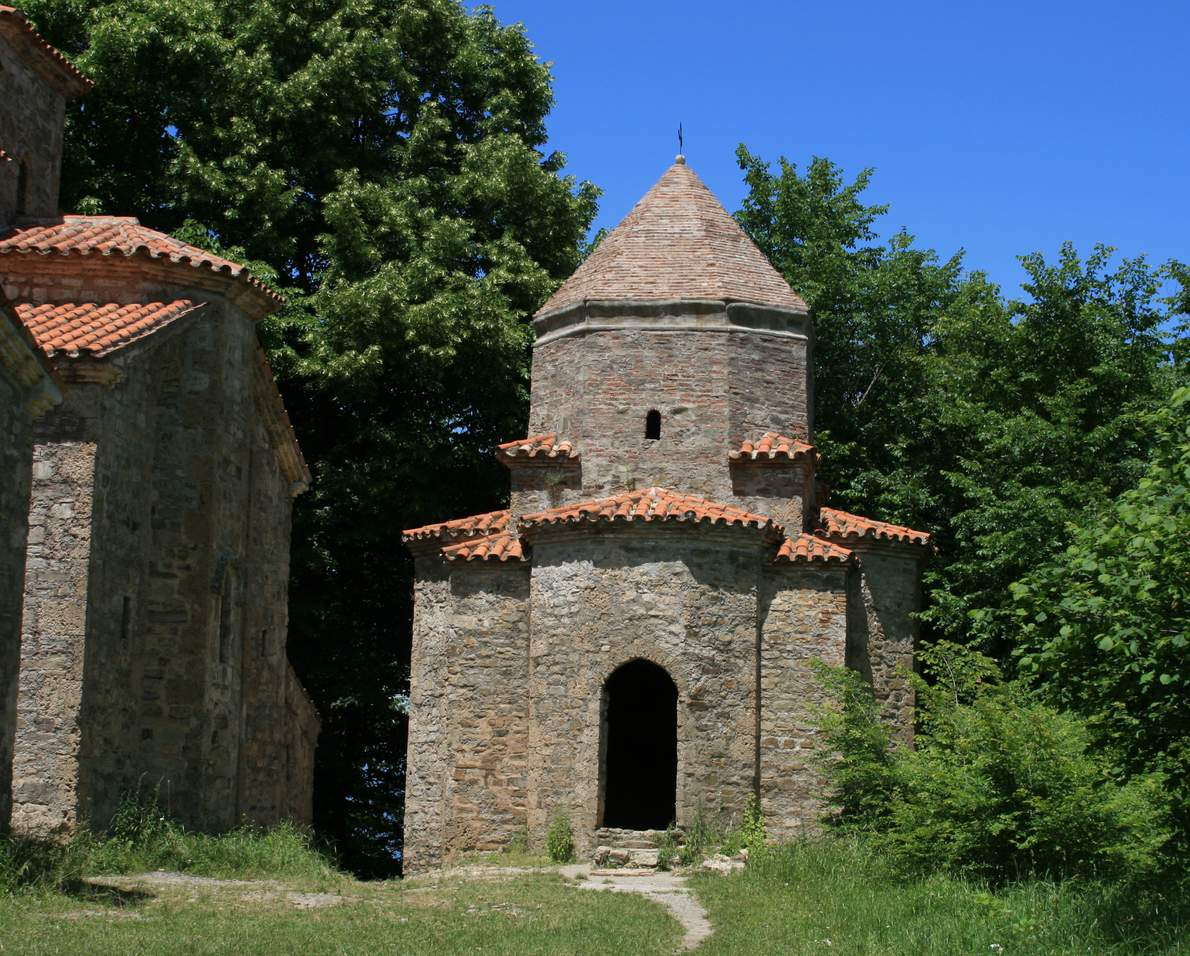

Shuamta significa "entre as montanhas", que se refere à localização isolada e pitoresca dos três edifícios do mosteiro, entre as florestas decíduas de Gombori.
O complexo monástico contém uma basílica do século V e duas igrejas abobadadas, ambas do século VII. A maior igreja em forma de cúpula é semelhante em tipo e arquitetura ao mosteiro georgiano de Jvari. Todas as igrejas do mosteiro são construídas em pedra esculpida. 
O mosteiro foi abandonado no século XVI; A esposa do rei Lewan II fundou um novo mosteiro com o nome de Novo Schuamta. A igreja principal desse mosteiro foi construída em tijolo. As paredes são decoradas com afrescos. Os edifícios do mosteiro foram reparados por Heráclio II. Em 2008, o mosteiro de Shuamta foi restaurado